# Rachelin van Krakau
Rachelin van Krakau (overleden in 1046) was de vierde bisschop van Krakau en vermoedelijk van Italiaanse afkomst. Rachelin wist tijdens de Heidense opstand in Polen de kerkelijke macht in Krakau in stand te houden. Hij ontsnapte in 1039 aan een zekere dood toen het leger van Břetislav I Krakau binnenviel.